# Курашов, Александр Александрович
Александр Александрович Курашо́в (25 января 1935, Каганович (ныне — Кашира), Московская область — 17 февраля 2010, Москва) — спортивный комментатор, журналист. Судья международной и всесоюзной категорий по лёгкой атлетике. Являлся Академиком Международной академии творчества и Российской академии проблем безопасности, обороны и правопорядка. Работал на Олимпийских играх 1972, 1976, 1980, 1988, 1992, 2000, 2004 и зимних Олимпийских играх 2002.

## Биография
Родился 25 января 1935 года. С детства занимался гимнастикой, акробатикой, танцами. В юности увлёкся лёгкой атлетикой. Выступал на дистанциях 800 метров и 1500 метров. В 1950-х годах во время соревнований спортивного общества «Энергия» познакомился с известным спортивным деятелем П. Набоковым, который предложил Курашову поработать на данных соревнованиях судьёй-информатором. Так началась трудовая деятельность Курашова в спортивной журналистике.
С мая 1959 года по 1967 год работал диктором стадиона «Лужники» (тогда назывался Центральным стадионом имени В. И. Ленина).
С 1961 года работал на радио, где возглавлял программу «Москва спортивная». С 1967 года был корреспондентом, обозревателем и комментатором спортивного отдела Гостелерадио СССР. С июля того же года начал работать спортивным комментатором на радиостанции Маяк. Освещал многие чемпионаты Европы и мира, работал на Олимпийских играх.
С 1963 года являлся членом Союза журналистов России.
В 1971 году закончил редакционно-творческий факультет по специальности «журналист» Университета при МГК КПСС.
На Олимпийских играх в Москве руководил творческой бригадой Гостелерадио СССР, которая транслировала соревнования по лёгкой атлетике, церемонии открытия и закрытия Московской Олимпиады.
С 1995 года по 1997 год возглавлял Федерацию футзала России.
В 1999 и 2000 годах признавался Лучшим спортивным журналистом Москвы и России.
Умер 17 февраля 2010 года в результате сердечного приступа. Похоронен на Останкинском кладбище.

## Премии и награды
- Орден «Знак Почёта» (14 ноября 1980 года) — за большую работу по подготовке и проведению Игр XXII Олимпиады[4]
- Заслуженный работник физической культуры Российской Федерации.
- Кавалер Золотого почётного знака «Общественное признание».
- Почётный радист РФ.
- Лауреат премий Союза журналистов России
- Почётная грамота Правительства Москвы (28 декабря 2001 года) — за многолетнюю плодотворную работу по освещению спортивных событий[5]

Первым среди журналистов получил звание заслуженного работника физической культуры Российской Федерации.
Вел первые в истории прямые спортивные репортажи «Земля — Космос».